# Tennis-Bundesliga 2022
Die Tennis-Bundesliga 2022 bestand aus drei Ligen, in denen bei den Herren, Damen und Herren 30 jeweils zwischen sieben und 10 Mannschaften um die Titel der Deutschen Mannschaftsmeister kämpfen. Es handelte sich dabei um die 1. Bundesliga Herren, die 1. Bundesliga Damen und die 1. Bundesliga Herren 30. Daneben gab es bei den Damen und Herren als direkten Unterbau die 2. Bundesliga Herren und Damen.
Deutsche Meister wurden bei den Herren der TK Grün-Weiss Mannheim und bei den Damen der TC Bredeney, die damit jeweils ihre Vorjahrestitel verteidigten. Bei den Herren 30 gewann der TC Pfarrkirchen.

## Organisation
Die Tennis-Bundesligen in Deutschland werden vom Deutschen Tennis Bund mit Sitz in Hamburg veranstaltet und organisiert. Grundlage für die Durchführung sind neben den Tennisregeln der ITF, die Turnierordnung des DTB sowie das Bundesliga-Statut.

## Namenssponsoren
Namenssponsor der 1. Tennis-Bundesliga der Herren war 2022 der Online-Tennis-Versandhändler Tennispoint. Die Bundesligen der Damen und Herren 30 hatten 2022 keinen Namenssponsor.

## Tennis-Bundesliga der Herren 2022

### 1. Tennis-Bundesliga der Herren
Der Rochusclub Düsseldorf gewann in seiner 34. Saison in der ersten Bundesliga der Herren erstmals die deutsche Meisterschaft mit nur einer Saisonniederlage vor dem TC Großhesselohe. Nach Saisonende wurde die Mannschaft allerdings vom Spielbetrieb zurückgezogen.
|     | Mannschaft                      | Begegnungen | Punkte | Matches | Sätze | Spiele  |
| --- | ------------------------------- | ----------- | ------ | ------- | ----- | ------- |
| 01. | Rochusclub Düsseldorf           | 9           | 16:2   | 37:17   | 81:43 | 581:479 |
| 02. | TC Großhesselohe                | 9           | 14:4   | 39:15   | 84:41 | 596:440 |
| 03. | TC Bredeney (N)                 | 9           | 12:6   | 32:22   | 72:57 | 547:504 |
| 04. | Tennis Ewige Liebe Neuss        | 9           | 10:8   | 30:24   | 68:55 | 548:500 |
| 05. | TK Kurhaus Lambertz Aachen      | 9           | 10:8   | 28:26   | 65:60 | 532:510 |
| 06. | Badwerk Gladbacher HTC          | 9           | 9:9    | 26:28   | 61:64 | 529:554 |
| 07. | TK Grün-Weiss Mannheim (M)      | 9           | 7:11   | 23:31   | 57:68 | 501:547 |
| 08. | Rosenheimer Unterstützungskasse | 9           | 7:11   | 22:32   | 54:73 | 489:593 |
| 09. | HTC Blau-Weiß Krefeld           | 9           | 3:15   | 17:37   | 47:84 | 492:593 |
| 10. | BASF TC Ludwigshafen (N)        | 9           | 2:16   | 16:38   | 39:83 | 451:594 |

|                      |                                                                |
| Zum Saisonende 2021: |                                                                |
| (M)                  | Meister, Meister in der Vorsaison                              |
| (N)                  | Neuling, Aufsteiger aus der 2. Tennis-Bundesliga (Herren) 2021 |

| Zum Saisonende 2022: |
| Meister: Rochusclub Düsseldorf Absteiger in die 2. Tennis-Bundesliga (Herren) 2023: HTC Blau-Weiß Krefeld und BASF TC Ludwigshafen |

### 2. Tennis-Bundesliga der Herren
Der Tennispark Versmold sicherte sich punktgleich mit dem TK Blau-Weiss Aachen den Sieg in der Nordstaffel und damit den Aufstieg in die erste Bundesliga.
In der Südstaffel sicherte sich der FTC Palmengarten ungeschlagen und bereits einen Spieltag vor Abschluss der Saison die Meisterschaft und den Aufstieg. Die Frankfurter marschierten damit als Aufsteiger direkt von der Regionalliga in die erste Bundesliga.

#### 2. Tennis-Bundesliga Nord
|     | Mannschaft                       | Begegnungen | Punkte | Matches | Sätze  | Spiele  |
| --- | -------------------------------- | ----------- | ------ | ------- | ------ | ------- |
| 01. | Tennispark HerzensSACHE Versmold | 8           | 14:2   | 53:19   | 111:51 | 767:554 |
| 02. | TK Blau-Weiss Aachen             | 8           | 14:2   | 51:21   | 109:53 | 771:586 |
| 03. | KTHC Stadion Rot-Weiss (A)       | 8           | 12:4   | 44:28   | 99:64  | 784:626 |
| 04. | TuS Sennelager (A)               | 8           | 8:8    | 39:33   | 87:75  | 708:670 |
| 05. | LTTC Rot-Weiß Berlin             | 8           | 8:8    | 37:35   | 89:81  | 702:689 |
| 06. | Bremer TC 1912                   | 8           | 6:10   | 33:39   | 75:86  | 667:699 |
| 07. | THC Brühl (N)                    | 8           | 6:10   | 25:47   | 64:102 | 625:738 |
| 08. | Oldenburger TeV                  | 8           | 4:12   | 29:43   | 65:97  | 618:752 |
| 09. | TC SCC Berlin (N)                | 8           | 0:16   | 13:59   | 34:124 | 483:811 |

#### 2. Tennis-Bundesliga Süd
|      | Mannschaft              | Begegnungen | Punkte | Matches | Sätze  | Spiele  |
| ---- | ----------------------- | ----------- | ------ | ------- | ------ | ------- |
| 01.  | FTC Palmengarten (N)    | 9           | 18:0   | 62:19   | 131:53 | 870:591 |
| 02.  | TC Wolfsberg Pforzheim  | 9           | 14:4   | 50:31   | 110:82 | 818:754 |
| 03.  | TV Reutlingen           | 9           | 12:6   | 46:35   | 103:85 | 803:741 |
| 04.  | TC Weiß-Blau Würzburg   | 9           | 12:6   | 44:37   | 100:90 | 814:766 |
| 05.  | TC Augsburg Siebentisch | 9           | 10:8   | 45:36   | 99:85  | 800:746 |
| 06.  | SpVgg Hainsacker        | 9           | 8:10   | 43:38   | 105:85 | 785:731 |
| 07.  | TC Weinheim             | 9           | 8:10   | 41:40   | 96:87  | 770:746 |
| 08.  | TEC Waldau              | 9           | 4:14   | 33:48   | 78:107 | 735:837 |
| 09.  | 1. FC Nürnberg (N)      | 9           | 4:14   | 26:55   | 69:119 | 666:817 |
| 010. | TC Blau Weiß Oberweier  | 9           | 0:18   | 15:66   | 41:139 | 583:915 |

## Tennis-Bundesliga der Herren 30 2022

### 1. Tennis-Bundesliga der Herren 30
Das Finale um die deutsche Meisterschaft wurde am 16. Juli 2023 zwischen den Siegern der Nord- und Südstaffel auf der Anlage des Buschhausener TC ausgetragen. Der TC Pfarrkirchen gewann denkbar knapp mit 5:4 – der entscheidende Punkt konnte dabei erst mit einem 13:11 im Match-Tie-Break des letzten gespielten Doppels errungen werden.

#### Finale
| Heim             | Auswärts        | Matches | Sätze | Spiele |
| ---------------- | --------------- | ------- | ----- | ------ |
| Buschhausener TC | TC Pfarrkirchen | 4:5     | 10:12 | 85:87  |

#### 1. Tennis-Bundesliga Nord
|     | Mannschaft                | Begegnungen | Punkte | Matches | Sätze | Spiele  |
| --- | ------------------------- | ----------- | ------ | ------- | ----- | ------- |
| 01. | Buschhausener TC (M)      | 6           | 12:0   | 43:11   | 89:32 | 581:372 |
| 02. | TC Union Münster (A)      | 6           | 8:4    | 37:17   | 83:40 | 556:355 |
| 03. | TV Espelkamp-Mittwald     | 6           | 8:4    | 29:25   | 66:56 | 509:454 |
| 04. | Dorstener TC              | 6           | 4:8    | 22:32   | 50:71 | 452:526 |
| 05. | SV Reinickendorf 1896 (A) | 6           | 4:8    | 20:34   | 47:71 | 416:529 |
| 06. | Uhlenhorster HC           | 6           | 4:8    | 19:35   | 43:74 | 413:540 |
| 07. | TTK Sachsenwald           | 6           | 2:10   | 19:35   | 43:77 | 386:537 |

#### 1. Tennis-Bundesliga Süd
|     | Mannschaft                     | Begegnungen | Punkte | Matches | Sätze | Spiele  |
| --- | ------------------------------ | ----------- | ------ | ------- | ----- | ------- |
| 01. | TC Pfarrkirchen (A)            | 6           | 12:0   | 48:6    | 96:13 | 614:233 |
| 02. | TC Bad Homburg                 | 6           | 10:2   | 35:19   | 73:43 | 496:385 |
| 03. | TC Großhesselohe               | 6           | 6:6    | 30:24   | 65:54 | 477:446 |
| 04. | BASF TC Ludwigshafen           | 6           | 6:6    | 26:28   | 57:63 | 455:532 |
| 05. | MTTC Iphitos München           | 6           | 4:8    | 18:36   | 40:76 | 364:516 |
| 06. | TC Blau-Weiss Villingen (A)    | 6           | 2:10   | 20:34   | 46:70 | 393:484 |
| 07. | Eintracht Frankfurt Tennis (A) | 6           | 2:10   | 12:42   | 27:85 | 364:567 |

## Tennis-Bundesliga der Damen 2022

### 1. Tennis-Bundesliga der Damen
Der TC Bredeney verteidigte knapp vor dem punktgleichen TK Blau-Weiss Aachen seinen Vorjahrestitel und gewann zum zweiten Mal die deutsche Meisterschaft der Damen. Am letzten Spieltag gewannen die Aachenerinnen zwar das direkte Aufeinandertreffen mit 5:4, konnten den Matchrückstand aber nicht mehr aufholen. Hierfür wäre ein 8:1-Sieg notwendig gewesen.
|     | Mannschaft                        | Begegnungen | Punkte | Matches | Sätze | Spiele  |
| --- | --------------------------------- | ----------- | ------ | ------- | ----- | ------- |
| 01. | TC Bredeney (M)                   | 6           | 10:2   | 41:13   | 86:30 | 591:384 |
| 02. | TK Blau-Weiss Aachen              | 6           | 10:2   | 36:18   | 75:46 | 538:428 |
| 03. | TEC Waldau                        | 6           | 6:6    | 21:33   | 51:77 | 456:521 |
| 04. | TC Blau-Weiß Dresden-Blasewitz    | 6           | 4:8    | 27:27   | 68:63 | 506:498 |
| 05. | TC 1899 Blau-Weiss Berlin (N)     | 6           | 4:8    | 23:31   | 55:74 | 447:534 |
| 06. | TC Bad Vilbel                     | 6           | 4:8    | 21:33   | 54:71 | 460:507 |
| 07. | Bauknecht-Team Vaihingen/Rohr (N) | 6           | 4:8    | 20:34   | 47:75 | 423:549 |

|                      |                                                               |
| Zum Saisonende 2021: |                                                               |
| (M)                  | Meister, Meister in der Vorsaison                             |
| (N)                  | Neuling, Aufsteiger aus der 2. Tennis-Bundesliga (Damen) 2021 |

| Zum Saisonende 2022:                                                                                   |
| Meister: TC Bredeney Absteiger in die 2. Tennis-Bundesliga (Damen) 2023: Bauknecht-Team Vaihingen/Rohr |

### 2. Tennis-Bundesliga der Damen
Der Club an der Alster aus Hamburg gewann ungeschlagen die Meisterschaft der zweiten Bundesliga Süd und stieg in die erste Bundesliga auf. Die drei Aufsteiger des TC GW Aachen, des Gladbacher HTC und des THC von Horn und Hamm belegten die letzten drei Plätze, wobei der THC von Horn und Hamm wieder in die zweite Bundesliga absteigen musste.
Im Süden siegte der Aufsteiger des TC Bernhausen, der somit von der Regionalliga in die erste Bundesliga durchmarschierte.

#### 2. Tennis-Bundesliga Nord
|     | Mannschaft                     | Begegnungen | Punkte | Matches | Sätze | Spiele  |
| --- | ------------------------------ | ----------- | ------ | ------- | ----- | ------- |
| 01. | Der Club an der Alster Hamburg | 6           | 12:0   | 47:7    | 97:23 | 613:345 |
| 02. | DTV Hannover                   | 6           | 10:2   | 33:21   | 73:52 | 536:458 |
| 03. | Tennis-Club SCC Berlin         | 6           | 8:4    | 33:21   | 71:48 | 525:424 |
| 04. | Bielefelder TTC                | 6           | 6:6    | 25:29   | 60:64 | 495:493 |
| 05. | TC GW Aachen (N)               | 6           | 4:8    | 22:32   | 51:70 | 454:516 |
| 06. | Gladbacher HTC (N)             | 6           | 2:10   | 20:34   | 46:72 | 428:560 |
| 07. | THC von Horn und Hamm (N)      | 6           | 0:12   | 9:45    | 26:95 | 352:607 |

#### 2. Tennis-Bundesliga Süd
|     | Mannschaft             | Begegnungen | Punkte | Matches | Sätze | Spiele  |
| --- | ---------------------- | ----------- | ------ | ------- | ----- | ------- |
| 01. | TC Bernhausen (N)      | 6           | 10:2   | 36:18   | 75:38 | 515:380 |
| 02. | TA Sindelfingen        | 6           | 8:4    | 32:22   | 70:49 | 513:417 |
| 03. | TC GW Luitpoldpark (A) | 6           | 8:4    | 30:24   | 67:55 | 523:458 |
| 04. | BASF TC Ludwigshafen   | 6           | 8:4    | 26:28   | 58:61 | 462:497 |
| 05. | TC Ascheim (N)         | 6           | 4:8    | 29:25   | 60:57 | 484:459 |
| 06. | MTTC Iphitos München   | 6           | 2:10   | 19:35   | 40:74 | 387:546 |
| 07. | TC SG Heidelberg       | 6           | 2:10   | 17:37   | 45:81 | 428:555 |